# Elaeocarpus inopinatus
Elaeocarpus inopinatus é uma espécie de angiospérmica da família Elaeocarpaceae.
Apenas pode ser encontrada no seguinte país: Malásia.